# Grand Canal Shoppes

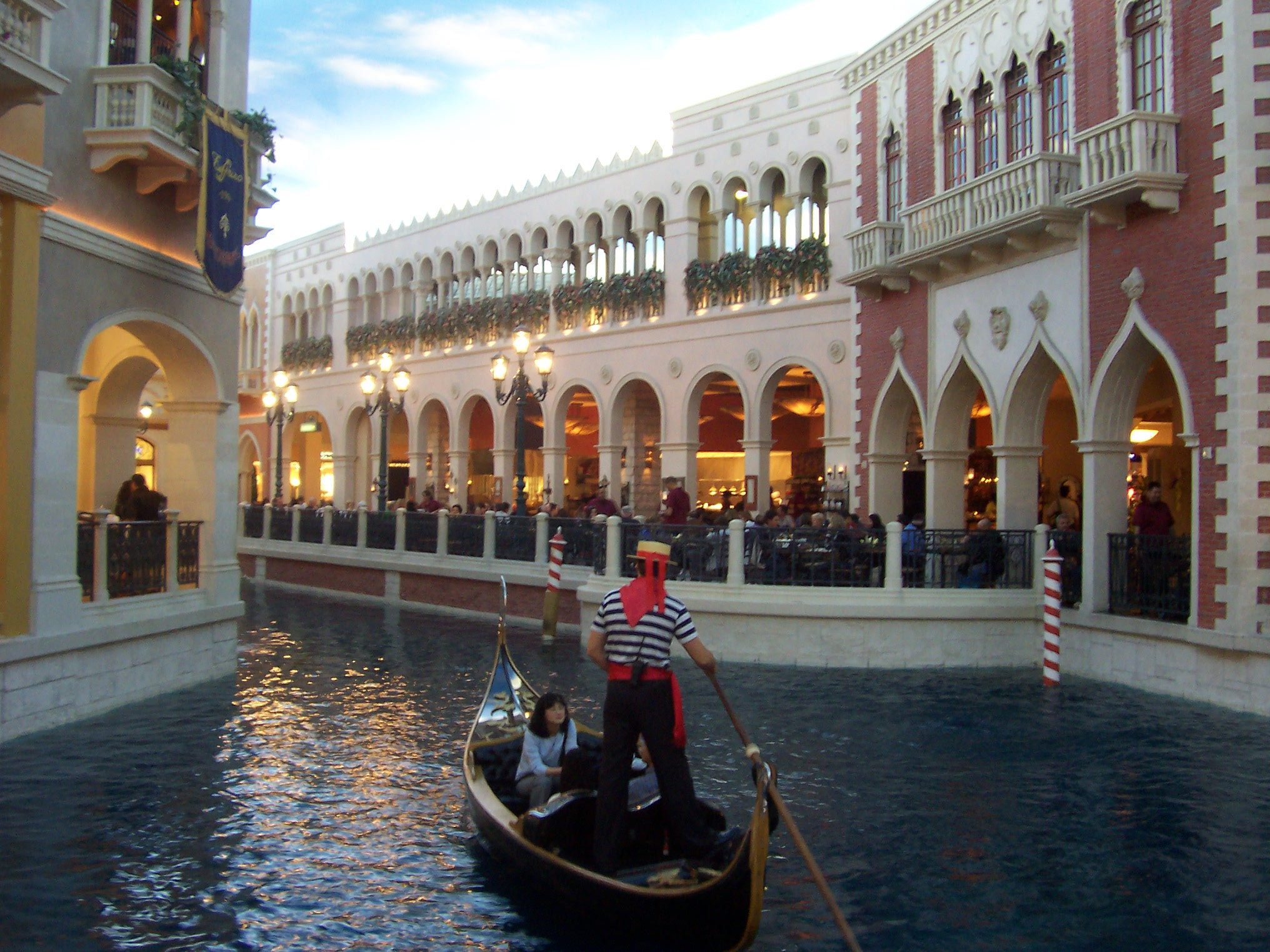
Gôndola no Venetian

O Grand Canal Shoppes é um shopping de 500.000 pés quadrados adjacente ao The Venetian Hotel & Casino no strip Las Vegas em Paradise, Nevada
O shopping foi aberto junto com o Venetian em 1999. A temática é venceiana, e em seu interior tem canais, onde as gôndolas te levam em todo o shopping. O shopping tem poucas franquias nacionais, como Ann Taylor e Banana Republic, e outras lojas de desenhadores e lojas exclusivas. Eventos em vivos são feitos com frequência dentro do shopping.
Uma expansão do Grand Canal Shoppes foi feita no 2007, ao igual que o O Palazzo Hotel & Casino.

## História
General Growth Properties adquiriu o shopping de 400,000 sq ft à companhia Las Vegas Sands no 2004 por $776 milhões.
Uma expansão para o Grand Canal Shoppes foi completada no 2007 como parte da construção do Palazzo Hotel & Casino.

## Venetian Macao
Uma replica exata do  Grand Canal Shoppes com três canais foi construído no The Venetian Macao em Macao, China.

## Galeria

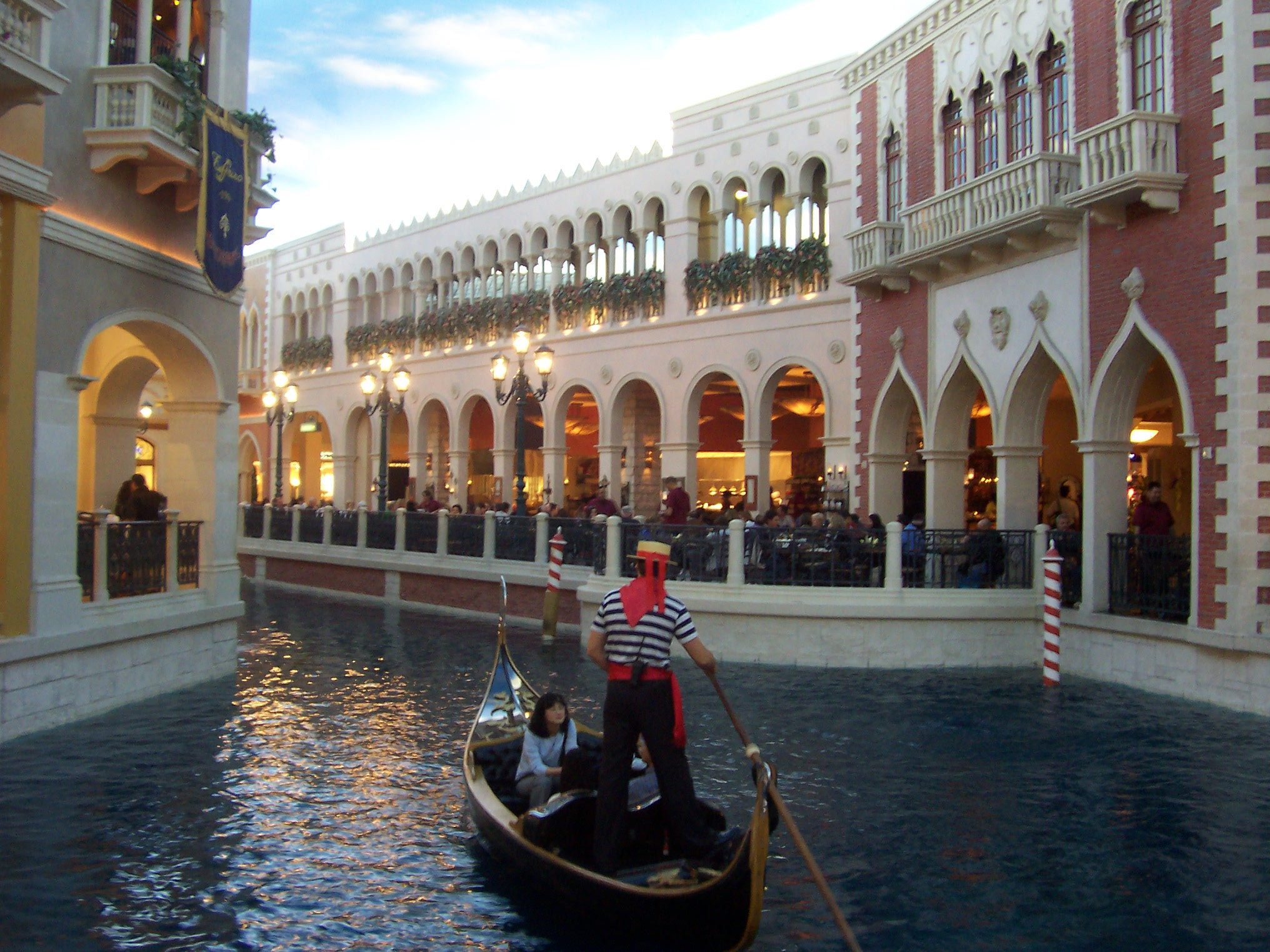
Gôndola no Venetian
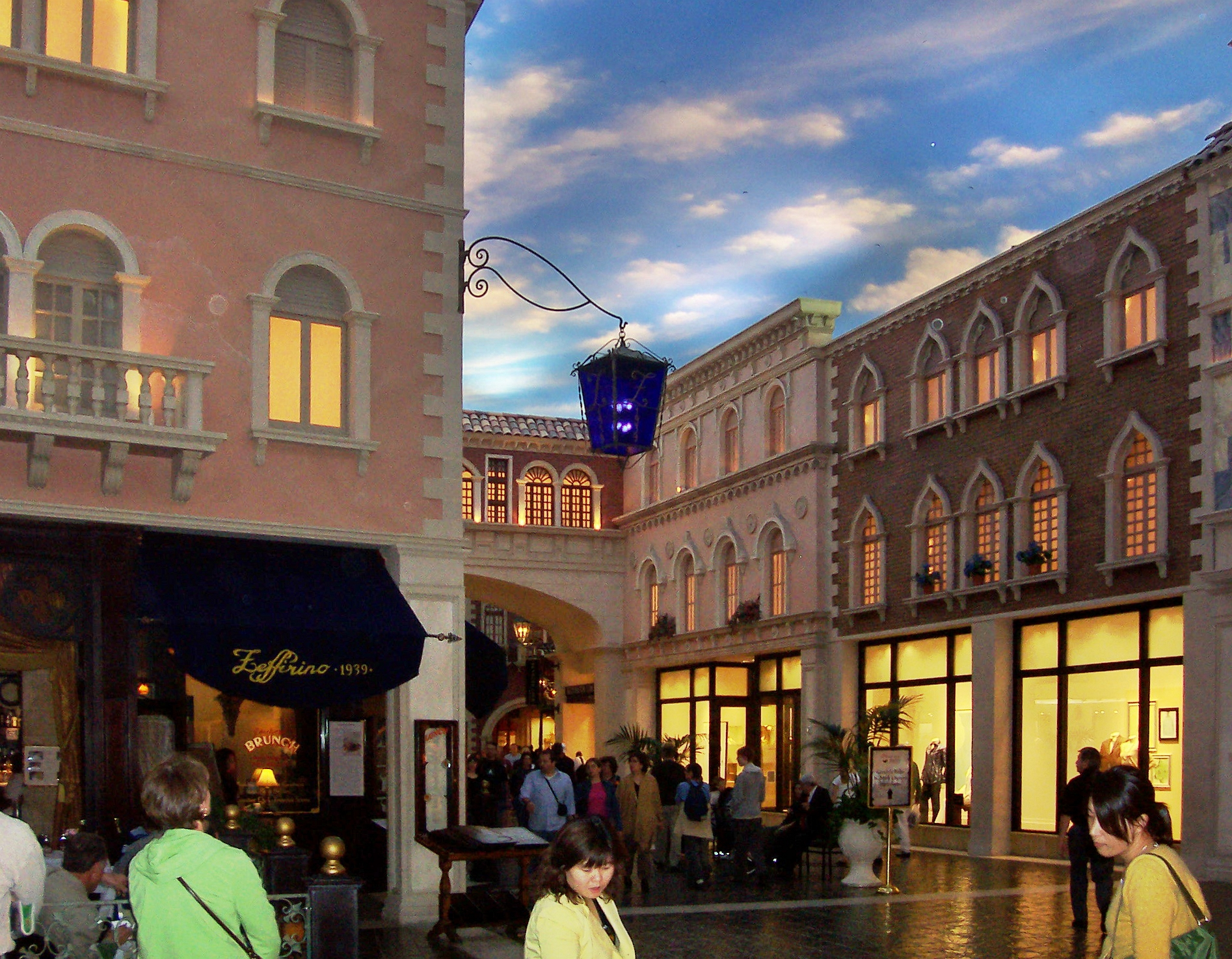
The Grande Canal Shoppes
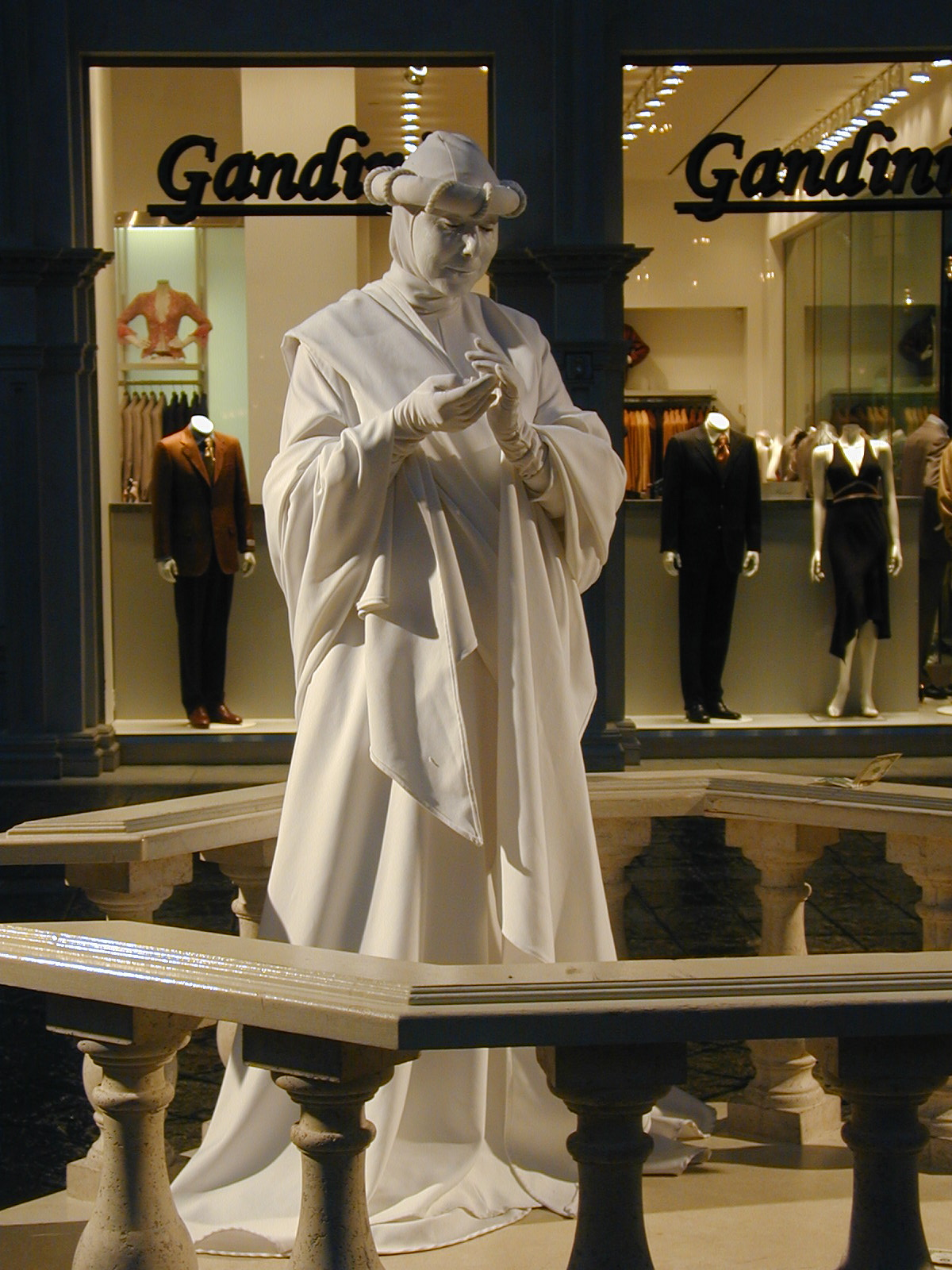
estátua no Grande Canal Shoppes